# Saint-Cornier-des-Landes

Saint-Cornier-des-Landes este o comună în departamentul Orne, Franța. În 1 ianuarie 2018 avea o populație de 602 de locuitori.